# 22a Divisió (Exèrcit Popular de la República)
La 22a Divisió va ser una de les divisions de l'Exèrcit Popular de la República que es van organitzar durant la Guerra Civil espanyola sobre la base de les Brigades Mixtes. Va arribar a operar en els fronts d'Andalusia i Llevant.

## Historial
La unitat va ser creada el 3 d'abril de 1937, en el si de l'Exèrcit del Sud. La 22a Divisió va néixer a partir de la militarització de l'antic sector de Granada. La unitat, composta per les brigades mixtes 51a, 78a i 93a, va quedar inicialment sota el comandament del tinent coronel Antonio Gómez de Salazar i, posteriorment, del comandant Urbano Orad de la Torre. A partir de juny la divisió va quedar integrada en el IX Cos d'Exèrcit, al front d'Andalusia.
En la primavera de 1938 la divisió va ser enviada com a reforç al front de Llevant, i quedà agregada al XXI Cos d'Exèrcit. Posteriorment la divisió va ser assignada al XXIII Cos d'Exèrcit, on va romandre fins al final de la contesa.

## Comandaments
Comandants
- tinent coronel d'artilleria Antonio Gómez de Salazar;
- comandant d'artilleria Urbano Orad de la Torre (des d'abril de 1937);
- coronel d'enginyers Francisco Menoyo Baños[6] (des de juny de 1937);
- major de milícies Víctor Álvarez González (des de gener de 1938);
- major de milícies Eusebio Sanz Asensio[7] (des de novembre de 1938);

Comissari
- José Cuadras Botines, del PCE;[8]

Caps d'Estat Major
- comandant d'infanteria Ángel Saavedra Gil;[9]
- capità d'infanteria Francisco Lucio Bañuelos (des de gener de 1938);
- capità d'Infanteria José Bueno Quejo (des de febrer 1939);[9]

## Ordre de batalla
| Data               | Cos d'Exèrcit adscrit | Brigades Mixtes integrades | Front de batalla |
| ------------------ | --------------------- | -------------------------- | ---------------- |
| Juny de 1937       | IX Cos d'Exèrcit      | 51a, 78a i 93a             | Andalusia        |
| Abril de 1938      | XXI Cos d'Exèrcit     | 79a, 211a i 220a           | Llevant          |
| 12 de maig de 1938 | XXI Cos d'Exèrcit     | 6a, 129a i 220a            | Llevant          |
| Desembre de 1938   | XXIII Cos d'Exèrcit   | 51a i 55a                  | Andalusia        |